# Danthonia holm-nielsenii
Danthonia holm-nielsenii là một loài cỏ thuộc họ Poaceae.
Loài này chỉ có ở Ecuador.